# たなかこころ
たなか こころ（1974年5月21日 - ）は、日本の男性声優。大阪府出身。トイプリッズ所属。

## 略歴
旧名：夛中 一忠（たなか かずただ）。以前はアーツビジョンに所属していた。B-Boxに移籍の際に改名。
『M3〜森谷威夫のモリモリマニア』内コーナー「声優になろう」で殿堂入りを果たす。
2019年8月31日、B-Boxを退所。翌月よりトイプリッズ所属となる。

## 出演

### テレビアニメ
2006年
- ヤマトナデシコ七変化♥（2006年 - 2007年、野郎、警官2、相撲部部長、肉屋、オーナー、そこの人）

2008年
- ポルフィの長い旅（大人B、船客B）

2009年
- 黒神 The Animation（アナウンサー）
- 咲-Saki-（男子対局者）

2014年
- ブラック・ブレット（男A）

2016年
- TO BE HERO（従者B）

2017年
- 神撃のバハムート VIRGIN SOUL（通行人）

2018年
- 奴隷区 The Animation（研究員）

### 劇場アニメ
- ストレンヂア 無皇刃譚（2007年）
- ホッタラケの島 〜遥と魔法の鏡〜（2009年）
- 銀幕ヘタリア Axis Powers Paint it, White（白くぬれ!）（2010年、ラトビア、ポーランド）

### OVA
- DOGS/BULLETS&CARNAGE（2009年、ザック）

### Webアニメ
2006年
- あゆまゆ劇場（客）

2009年
- Axis powers ヘタリア（ポーランド、ラトビア、TV音声、アメリカ上司、イギリス兵）

2010年
- ヘタリア World Series（ポーランド、ラトビア、神様、ダチョウ、他国猫、青年、イギリス兵、男子）

2013年
- ヘタリア THE BEAUTIFUL WORLD（ポーランド、ラトビア、トルコ人、部下）

2015年
- ヘタリア THE WORLD TWINKLE（ラトビア、ホーエンツォレルン）

### ゲーム
2005年
- メタルギアオンライン（男性ボイスタイプA）
- リアライズ -Panorama Luminary-（沢田剛志）

2008年
- メタルギアソリッド4（敵兵士）

2011年
- 第2次スーパーロボット大戦Z 破界篇 / 再世篇（2011年 - 2012年） - 2作品
- 裸執事（小峰良次）

2013年
- スーパーロボット大戦Operation Extend
- 裸執事 〜やらしつじ&やさしつじ〜（小峰良次）

2014年
- 第3次スーパーロボット大戦Z 時獄篇

2020年
- 龍が如く7 光と闇の行方

2024年
- 龍が如く8

### ドラマCD
- 三千世界の鴉を殺し 6（部下の刑事）
- 先生はダミー
- DOGS/BULLETS&CARNAGE（ザック）
- ヘタリア ドラマCD インターバルVol.3「北欧ファイブ!」（ラトビア）
- ポーの一族（マフィア）

### 吹き替え
2008年
- 花ざかりの君たちへ For You Full Blossom（ハ・スンニ）

2010年
- MAD MEN

2011年
- アメリカン・グラフィティ（アンツ〈ボー・ジェントリー〉）※BD版

### オリジナルビデオ
- 呀〈KIBA〉 〜暗黒騎士鎧伝〜（2011年）騎士（声） 役

### Web番組
- 裸執事いじり倒し生放送 〜ドキッ執事だらけの裸祭り〜（ニコニコ生放送、2011年9月25日）
- 学園ハンサム×裸執事 禁断の合体!4年に1度の学園祭★（ニコニコ生放送、2012年2月29日）

### 音楽CD
- ｢ヘタリア Axis Powers｣ まるかいてベスト